# Cranwell
Pour l'écrivaine argentine, voir Elizabeth Azcona Cranwell. Pour la botaniste néo-zélandaise, voir Lucy Cranwell.
Cranwell est un village du Lincolnshire, au Royaume-Uni, situé à environ 5 km au nord-ouest de Sleaford et 23 km au sud-est de Lincoln. Le village abrite une base de la Royal Air Force.